# Conseil national antifasciste de libération nationale du Monténégro et du Boka
L'Assemblée antifasciste monténégrine de libération nationale (en serbo-croate Црногорска антифашистичка скупштина народног ослобођења / Crnogorska antifašistička skupština narodnog oslobođenja, en abrégé ЦАСНО / CASNO) était l'organe législatif et exécutif le plus représentatif du Mouvement de libération nationale sur le territoire du Monténégro pendant la guerre de libération du peuple. Le processus de renforcement institutionnel du CASNO se déroulait progressivement. Début 1942, le Comité de libération nationale du Monténégro et du Boka (Народноослободилачки одбор за Црну Гору и Боку / Narodnooslobodilački odbor za Crnu Goru i Boku, НООЦГБ / NOOCGB) fut créé et, fin 1943, le Conseil national antifasciste de libération nationale du Monténégro et du Boka (Земаљско антифашистичко вијеће народног ослобођења Црне Горе и Боке / Zemaljsko antifašističko vijeće narodnog oslobođenja Crne Gore i Boke, ЗАВНОЦГБ / ZAVNOCGB), qui devint à l'été 1944 l'Assemblée antifasciste monténégrine de libération nationale (Црногорска антифашистичка скупштина народног ослобођења / Crnogorska antifašistička skupština narodnog oslobođenja, ЦАСНО / CASNO).